# Fanambana (plaats)
Fanambana is een plaats en commune in het noorden van Madagaskar, behorend tot het district Vohemar, dat gelegen is in de regio Sofia. Tijdens een volkstelling in 2001 telde de plaats 12.182 inwoners. De plaats is gelegen langs de gelijknamige rivier Fanambana. De Route nationale 5a loopt door de plaats.
De plaats biedt naast lager onderwijs ook middelbaar onderwijs aan. 84 % van de bevolking werkt als landbouwer, 10 % houdt zich bezig met veeteelt en 5 % verdient zijn brood als visser. De belangrijkste landbouwproducten zijn rijst en vanille; andere belangrijke producten zijn koffie en bonen. Verder is 1% actief in de dienstensector.

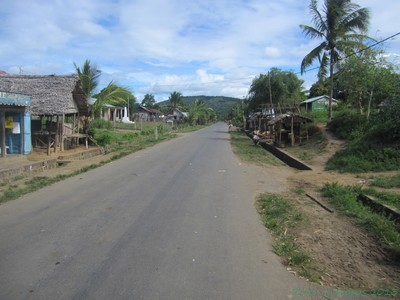
De Route nationale 5a loopt door het dorp